# Харківський соціально-економічний інститут
Харківський соціально-економічний інститут — приватний вищий навчальний заклад ІІІ рівня акредитації, розташований у Харкові.

## Історія
У 1929 р. у Харкові було створено вечірній профспілковий університет, на основі якого у 1930 р. було засновано Всеукраїнську вищу школу профспілкового руху (під час Німецько-радянської війни тимчасово припинила свою діяльність). У 1944—1956 рр. — Харківська школа профруху, яка була реорганізована у республіканські профспілкові курси. З 1960 р. при курсах працював навчально-консультативний пункт Всесоюзної школи профспілкового руху, на основі якого в 1972 р. була створена Харківська філія ВШПР (1972—1995 рр.). На базі філії у 1995 р. Об'єднанням профспілок Харківської області було засновано Харківський соціально-економічний інститут.

## Структура, спеціальності
У структурі інституту створено 4 факультети:
- економічний;
- соціального партнерства;
- підвищення кваліфікації профспілкових кадрів;
- післядипломної освіти.

Функціонує підготовче відділення.
Діють кафедри:
- Гуманітарних дисциплін;
- Інформаційних систем і технологій;
- Соціальної роботи;
- Соціології;
- Соціального управління і права;
- Економічної кібернетики і безпеки;
- Економіки підприємства, фінансів і бухобліку;
- Організації виробництва і менеджменту.

Виш готує фахівців за спеціальностями:
- 7.040.202 «Соціальна робота»;
- 7.050 107 «Економіка підприємства».

## Бібліотека
Фонд бібліотеки налічує близько 50 тисяч примірників. У бібліотеці є два книгосховища, абонемент, читальний зал на сорок місць, до послуг читачів комп'ютери з доступом до Інтернету, великий вибір періодичних видань, методичних посібників.